# شو غوانغ
شو غوانغ (و. 352 – 425 م) هو مؤرخ صيني، توفي عن عمر يناهز 73 عاماً.